# Kaiwan Fluctus (quadrangle)

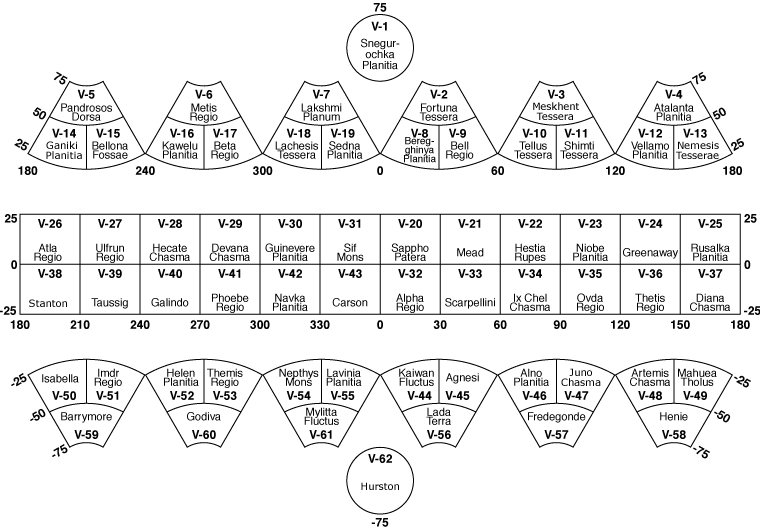
Quadrangles op Venus op schaal 1 : 5.000.000

Kaiwan Fluctus (V–44; breedtegraad 25°–50° S, lengtegraad 0°–30° E) is een quadrangle op de planeet Venus. Het is een van de 62 quadrangles op schaal 1 : 5.000.000. Het quadrangle werd genoemd naar de gelijknamige stroom die op zijn beurt is genoemd naar Kaiwan, een Ethiopische aardemoeder.

## Geologische structuren in Kaiwan Fluctus
Chasmata
- Hanghepiwi Chasma

Coronae
- Carpo Corona
- Derceto Corona
- Eve Corona
- Ninhursag Corona
- Pachamama Corona
- Selu Corona
- Tamfana Corona

Farra
- Seoritsu Farra

Fossae
- Brynhild Fossae
- Yenkhoboy Fossae

Fluctus
- Kaiwan Fluctus
- Ubastet Fluctus

Inslagkraters
- Bernice
- Deborah
- Dorothy
- Holiday
- Muriel
- Nadia
- Rachel
- Sarah
- Sophia
- Stuart
- Teresa
- Vaka
- Virga
- Woolf
- Zenobia

Montes
- Sephira Mons

Plana
- Astkhik Planum

Planitiae
- Lavinia Planitia

Regiones
- Alpha Regio

Rupes
- Vaidilute Rupes

Tesserae
- Clidna Tessera
- Tyche Tessera

Valles
- Albys Vallis
- Kallistos Vallis